# Station Śliwice
Station Śliwice is een spoorwegstation in de Poolse plaats .